# Елога (деревня)
Елога — деревня в Юрлинском районе Пермского края на р. Елога (приток р. Юм, впадающей в р. Коса), в 31 км от с. Юрла. Входит в состав Юрлинского сельского поселения.
Через Елогу проходит дорога Юрла — Юм — Елога — Чус с гравийным покрытием.

## История
Деревня возникла в XVIII в. Название получила по р. Елога (еловый лог). По ленд-карте Екатеринбургской провинции 1734—1736 гг. видно, что селение уже существовало.
Жители деревни получали средства к существованию от земледелия. Подсобными заработками являлись заготовка леса, а при существовании Кувинского завода работа в наем.

## Население
| 1869 | 1909 | 1926 | 1958 | 1979 | 1998 | 2010 |
| ---- | ---- | ---- | ---- | ---- | ---- | ---- |
| 404  | 310  | 303  | 296  | 368  | 298  | 220  |

## Экономика и социальная инфраструктура
Основные экономические отрасли: лесное хозяйство, розничная торговля, охота, сбор дикоросов.
Централизованное водоснабжение в деревне обеспечивается от двух подземных скважин.
Медицинскую помощь населению оказывает фельдшерско-акушерский пункт.
Елогская начальная школа на 18 человек (год постройки 1988). Елогская основная общеобразовательная школа на 77 человек (год постройки 1962). Интернат.
Сельский клуб, библиотека.